# Кринички (Сватівський район)
Кринички́ (до 2024 року — Роднички) —  село в Україні, у Троїцькій селищній громаді Сватівського району Луганської області. Населення становить 5 осіб. Орган місцевого самоврядування — Багачанська сільська рада.

## Назва
19 вересня 2024 року Верховна Рада підтримала перейменування села Роднички на Кринички. 26 вересня 2024 року перейменування набуло чинності.

## Населення

### Мова
Розподіл населення за рідною мовою за даними перепису 2001 року:
| Мова       | Кількість | Відсоток |
| ---------- | --------- | -------- |
| українська | 5         | 100%     |